# 新铺镇 (蕉岭县)
新铺镇，是中华人民共和国广东省梅州市蕉岭县下辖的一个乡镇级行政单位。

## 行政区划
新铺镇下辖以下地区：
新铺镇社区、镇郊村、福岭村、长江村、同福村、狮山村、矮车村、潘田村、下南村、象岭村、金沙村、南山村、北方村、尖坑村、油坑村、矮岭村、徐溪村、黄坑村、东陂村、高乾村、黄沙村和三坑村。